# Coenotephria decipiata
Coenotephria decipiata là một loài bướm đêm trong họ Geometridae.